# Charrière 31

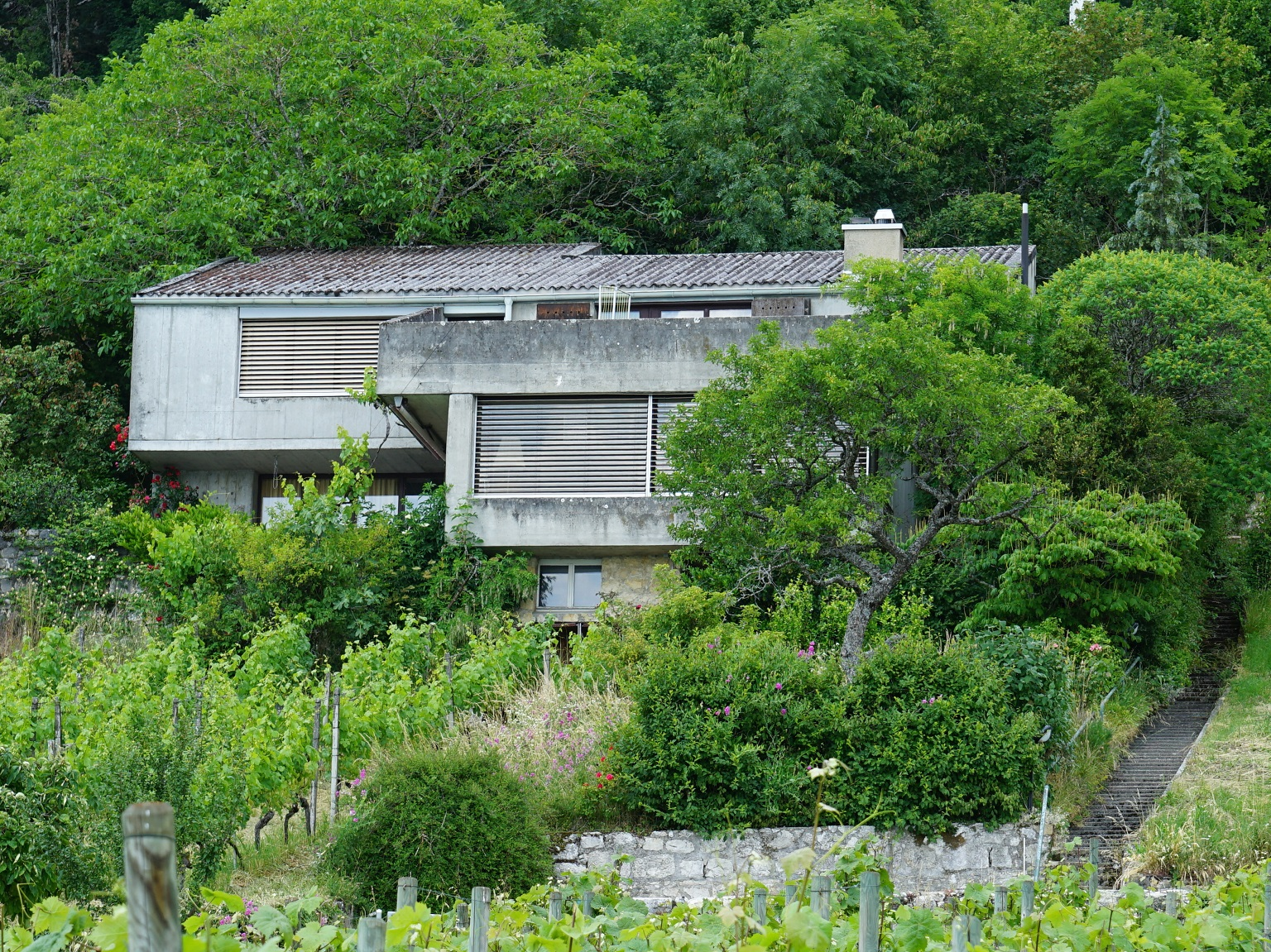
Ansicht von Süden (2023)

Das Wohnhaus Charrière 31 in der Gemeinde Ligerz im Kanton Bern in der Schweiz wurde 1963/1973 errichtet. Das Gebäude im Stil der Moderne steht unter Denkmalschutz und «besticht durch seine klare Konzeption und seine kompromisslose Sprache».

## Lage
Das Haus liegt im Westen von Schernelz, wo nach 1940 Häuser «in weitmaschiger Streuung» errichtet wurden. Es steht in Hanglage inmitten eines Rebbergs auf etwa 575 m ü. M. 145 Meter über dem Bielersee. Die Landschaft gehört zum «Linken Bielerseeufer» im Bundesinventar der Landschaften und Naturdenkmäler von nationaler Bedeutung.

## Geschichte
Das Gebäude wurde von den Architekten Pia (* 1932) und Flurin Andry (1928–1995) als Ferienhaus entworfen und 1973 durch einen Aus- und Anbau zum Wohnhaus erweitert. Pia Andry ist die Tochter der Textilkünstlerin Elsi Giauque, die im benachbarten Festi lebte. Es gilt als «sensibel in die empfindliche Landschaft eingebetteter Bau».
Das Haus wurde 2002 rechtskräftig in das «Bauinventar» der Denkmalpflege des Kantons als «schützenswert» aufgenommen.

## Beschreibung
Der «interessante», mehrteilige Baukörper wurde in Sichtbeton ausgeführt. Die östliche Hälfte wurde 1963 als erster Bauabschnitt errichtet. Er besteht aus einem rückwärtigen Trakt mit nach Norden ansteigendem Pultdach und einem Trakt der über den Sockel vorkragt. Dessen Flachdach dient als Terrasse. Der rückwärtige Teil kragt um die Breite der
Zugangstreppe nach Osten vor.
Im zweiten Bauabschnitt wurde 1973 das Bauvolumen «unter Beibehaltung der Formensprache» nach Westen vergrössert. Der Anbau ist gegen den Hang hin versetzt. Sein Obergeschoss kragt stark vor und trägt ebenfalls ein nach Norden ansteigendes Pultdach. Durch den Versatz der Baukörper entstand eine Terrasse in «hofartiger» Situation. Eine Bruchsteinmauer begrenzt diese nach Süden.

## Belege
1. 1 2 3 4  Denkmalpflege des Kantons Bern: Ligerz, Charrière 31. In: Bauinventar des Kantons Bern. Kanton Bern, abgerufen am 15. März 2024 (Wohnhaus).
2. ↑  Schernelz. In: Andres Moser: Die Kunstdenkmäler des Kantons Bern, Landband III: Der Amtsbezirk Nidau 2. Teil (= Die Kunstdenkmäler der Schweiz, 106). Wiese, Basel 2005. ISBN 3-906131-80-7. S. 403. (PDF; 6,2 MB)
3. ↑  Heidi Lüdi, Jürg Schweizer, Karin Zaugg, Walter Rey: Ligerz Gléresse (= Schweizerische Kunstführer, Nr. 871/872, Serie 88). Hrsg. von der Gesellschaft für Schweizerische Kunstgeschichte, Bern 2010. ISBN 978-3-85782-871-3. S. 45, 47–48.

Koordinaten: 47° 5′ 22,8″ N, 7° 8′ 14,6″ O; CH1903: 577128 / 215451